# Tin Ujević

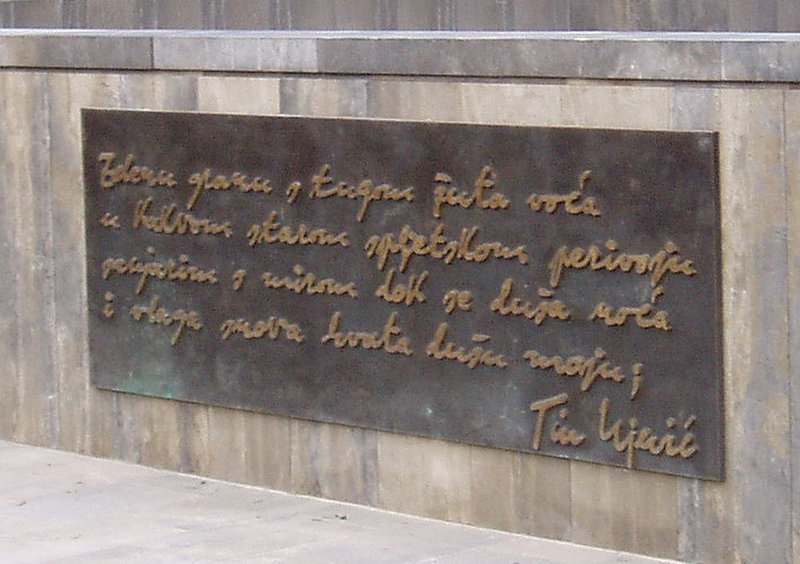
„Zelenu granu s tugom žuta voća...” – jeden z najbardziej znanych wierszy poety

Augustin „Tin” Ujević (ur. 5 lipca 1891 we Vrgoracu, zm. 12 listopada 1955 w Zagrzebiu) – chorwacki poeta, eseista i tłumacz.
Augustin Ujević (Tin to jego pseudonim artystyczny) był autorem siedmiu tomów wierszy, które wpłynęły na kształtowanie się poetyk literackich chorwackiego modernizmu, a także awangardy (przede wszystkim serbskiej). Tłumaczył na język chorwacki poezję, powieści i opowiadania wielu autorów, takich jak Walt Whitman, Marcel Proust, Joseph Conrad, Benvenuto Cellini, George Meredith. Ogłosił drukiem wiele opracowań krytycznych dotyczących filozofii, sztuki i literatury europejskiej.
Jako dwudziestolatek żarliwie poparł ideologię jugosłowiańskiej jedności (opublikował wiele esejów politycznych), choć w okresie wcześniejszym był zwolennikiem Partii Prawa, której najważniejsze frakcje kładły nacisk na chorwacką tradycję, nie zaś koncepcję jugosłowiańską. W okresie poprzedzającym pierwszą wojnę światową mieszkał w Belgradzie, gdzie stał się postacią legendarną – zarówno za sprawą swoich proserbskich przekonań, jak za sprawą sposobu życia (był najważniejszą postacią ówczesnej cyganerii).
W roku 1966 opublikowano w Zagrzebiu jego dzieła (XVII tomów). Jego imieniem nazwano nagrodę literacką, przyznawaną od 1981 roku (początkowo w Zagrzebiu, a od 1993 we Vrgoracu).

## Prace
- Lelek sebra (1920) I tomik (1 faza twórczości)
- Kolajna (1926) II tomik (1 faza twórczości)
- Auto na korzu (1932)
- Ojađeno zvono (1933)
- Skalpel kaosa (1938)
- Ljudi za vratima gostionice (1938)
- Žedan kamen na studencu (1955)